# سیارک ۱۶۵۰۷
سیارک ۱۶۵۰۷ (به انگلیسی: 16507 Fuuren، نامگذاری:1990UM2) شانزده هزار و پانصد و هفتمین سیارک کشف شده‌است که در ۲۴ اکتبر ۱۹۹۰ کشف شد.
قدر مطلق سیارک برابر ۴۰.۷ است.